# Into eternity
Into eternity er en dansk dokumentarfilm fra 2010, der er instrueret af Michael Madsen efter manuskript af ham selv og Jesper Bergmann.

## Handling
Hver dag over hele verden anbringes store mængder højradioaktivt atomaffald i midlertidige depoter, som er sårbare i forhold til natur- og menneskeskabte katastrofer. I Finland er verdens første permanente depot, Onkalo, under opførelse. Det er et kæmpesystem af underjordiske tunneler, der bores direkte ned i grundfjeldet. Depotet skal holde i mindst 100.000 år, for så længe vil affaldet være livsfarligt for alt levende. Når depotet er fyldt op, vil det blive forseglet for aldrig at skulle åbnes igen. Men kan man sikre det? Hvordan advarer man efterkommerne om efterladte affald? Hvordan forhindres de i at tro, at de har fundet fortidens mystiske gravkamre eller skjulte skatte? Hvilke sprog eller tegn vil de forstå? Og vil de respektere fortidens anvisninger?